# Cacosternum kinangopensis
Cacosternum kinangopensis е вид жаба от семейство Pyxicephalidae. Видът не е застрашен от изчезване.

## Разпространение
Разпространен е в Кения.